# Зенков, Андрей Павлович
Андрей Павлович Зенков (1 (13) декабря 1863, Тобольск — 1 августа 1936, Алма-Ата) — русский советский архитектор.

## Биография
Родился в 1863 году в семье архитектора П. М. Зенкова. В 1867 году семья переехала в военное укрепление Верное (ныне Алма-Ата), где отец стал одним из разработчиков первого плана застройки. Судьба сына также оказалась тесно связанной с этим городом.
По окончании трёх классов реального училища в Верном был определён в Сибирскую военную гимназию (кадетское училище) в Омске. Окончив её с похвальным листом, получил предложение поступить в Николаевское инженерное училище в Санкт-Петербурге. В 1884 году вернулся в Верный в чине подпоручика для прохождения службы в 8-м Западно-Сибирском линейном батальоне.
В 1893 окончил с отличием Николаевскую военно-инженерную академию, после чего был командирован в Омский военный округ. С 1893 по 1897 годы служил в инженерных частях Омского военного округа, где занимался гражданским строительством Семипалатинска и Усть-Каменогорска. В 1898 году вернулся в Семиречье, где с 1900 года исполнял обязанности областного инженера и начальника строительного отделения. Проживали в доме, известном ныне как дом зодчих Зенковых.
В 1901 году назначен членом попечительного совета Верненской женской гимназии.
А. П. Зенков стал одним из основоположников сейсмостойкого строительства. Построенные им здания, в том числе Вознесенский кафедральный собор (проект П. Гурде и А. Зенкова, архитекторы К. Борисоглебский и С. Тропаревский, роспись иконостаса — художник Н. Хлудов), выстояли во время сильнейшего землетрясения 1911 года,. А. П. Зенков писал «При грандиозной высоте, собор представлял гибкую конструкцию. Колокольня гнулась и качалась, как вершина высокого дерева, и работала, как гибкий брус».
Также строительством нескольких значимых зданий в городе Пишпеке (ныне Бишкек), по проекту архитектора Андрея Павловича Зенкова завершается история города Пишпека. До наших дней сохранились только три из пяти построенных Зенковым зданий: Ассамблея народа Кыргызстана (Центральный Исполнительный Комитет Киргизской АССР — ЦИК 1927 г.). хирургический центр национального госпиталя, банк на проспекте Эркиндык, Совнаркома Киргизской АССР (1927 г.) И сегодня среди современных строений города они выделяются своим необычным обликом и украшают город.
А. П. Зенков первым из строителей совместил в архитектуре национальные колориты. Стрельчатые и арочные проемы, купола, зубчатые карнизы — это восточная архитектурная музыка киргизских гумбезов, переплетение остроконечных башенок, резных металлических украшений, узорчатая кирпичная кладка — это песня древнерусского зодчества. И они объединились в творениях архитектора.
Каждое здание Зенкова «узнается по резным оконным рамам, по ажурному железу, по дверям, по крыше, по крыльцу, а главное — по свободному сочетанию всего этого». Так писал о нём Юрий Домбровский в романе «Хранитель древностей». Тем не менее этот стиль не стал основным архитектурным стилем города, да и сам город получает новое название и живёт уже в другом историческом времени.
В советское время был начальником Управления строительного контроля при Совнаркоме Казакской АССР, участвовал в застройке административного центра Алма-Аты.
Похоронен на Центральном кладбище Алма-Аты.
Его именем названа улица в центре Алма-Аты (бывшая Первогильдейская в царское время и Пролетарская — в советское).

## Постройки
- Дом купца Шахворостова - ныне консульство Франции в Алма-Ате
- Алматинский кафедральный Свято-Вознесенский собор
- Дом купца Гаврилова
- Здание Верненской мужской гимназии, ныне Государственная детская библиотека имени С. Бегалина
- Хирургический корпус, построенный по проекту архитектора А.П.Зенкова, 1928г
- Здание Совнаркома Кирг. АССР 1927, арх. А. П. Зенков(позже здание было передано Государственному историческому музею)
- Центрального Исполнительного Комитета Киргизской АССР - ЦИК, как его долго называли (архитектор А. П. Зенков). 1927

## Награды
- Орден Св. Анны 3-й степени (1906)